# Ramon (V) de Tolosa
Ramon (V) de Tolosa (mort vers 978 o 979), va ser comte de Tolosa, Albi, Carcí, i Nimes (vers 972-978). El comtat de Carcí que havia caigut en mans dels vescomtes torna a aparèixer en mans de la casa de Tolosa des de vers 964 en indivisió amb la branca de Roergue. No està ben establert si va succeir al seu pare Ramon (IV) de Tolosa abans del 972 o al fill d'aquest (i per tant el seu germà) Hug de Tolosa després del 972.

## Biografia
Vers el 975 Ramon (V) hauria cedit el comtat d'Albí al seu fill Ponç o Ponç Ramon.
La Vita Fulcranni esmenta a un "comitem Tholosanum" del que no esmenta el nom que va repudiar a la seva esposa i es va casar amb una segona esposa que havia estat repudiada abans pel seu marit. Devic i Vaisette situen aquest fet el 975 i (donat que no consideraven l'existència de Ramon (IV) i Ramon (VI) atribueixen aquest fet a Guillem III Tallaferro però no hi ha constància que la segona esposa de Guillem Tallaferro, Emma de Provença, hagués estat casada abans. Em canvi, Adelaida d'Anjou havia estat casada amb Esteve de Brioude i com que no consta la mort d'aquest, podia haver estat repudiada.

## Matrimoni i fills
S'hauria casat vers 975 (potser en segones noces, segons l'anterior) amb Adelaida d'Anjou (també anomenada Blanca), filla de Folc II el Bo, comte d'Anjou i de Gerberga. Adelaida es va casar després de quedar vídua, amb Lluís l'Indolent, que fou coronat rei el juny del 979 amb 12 anys i després fou el rei Lluís V de França. Es va casar per quarta vegada (984/986) amb Guillem II l'Alliberador comte d'Arle i marquès de Provença. Encara es podria haver casat una cinquena vegada abans de 1016 amb Otó Guillem comte de Mâcon i de Nevers del qual la segona esposa apareix esmentada com Adelaida i el pape Benet VIII s'hi referix com a "domnæ Adeleidi comitissæ cognomento Blanchæ" en un document de 1016, però no diu que estiguin casats i el fet que fos molt més gran que el seu marit (uns 60 anys ella i uns 50 ell) planteja dubtes. Hauria mort el 1026 a Mâcon. No hi ha explicació pel seu doble nom d'Adelaida i Blanca.
Va deixar dos fills: 
- Guillem dit Tallaferro (vers 970/975- setembre de 1037) comte de Tolosa, Carcí, i Nimes vers 979-1037.
- Ponç de Tolosa, comte d'Albi
- Lietgarda